# Équipe d'Angola de football à la Coupe d'Afrique des nations 2023
L’équipe d'Angola de football participe à la Coupe d'Afrique des nations 2023 organisée en Côte d'Ivoire du 13 janvier au 11 février 2024. Il s'agit de la 9e participation des Palancas Negras, emmenés par Pedro Gonçalves. Ils sont éliminés en quart de finale par le Nigeria (1-0).

## Qualifications
L'Angola se qualifie à la dernière journée des éliminatoires avec deux victoires, trois nuls et une défaite.
| Rang | Équipe       | Pts | J | G | N | P | Bp | Bc | Diff |  | Résultats (▼ dom., ► ext.) |     |     |     |     |
| ---- | ------------ | --- | - | - | - | - | -- | -- | ---- |  | -------------------------- | --- | --- | --- | --- |
| 1    | Ghana        | 12  | 6 | 3 | 3 | 0 | 8  | 3  | +5   |  | Ghana                      |     | 1-0 | 2-1 | 3-0 |
| 2    | Angola       | 9   | 6 | 2 | 3 | 1 | 6  | 5  | +1   |  | Angola                     | 1-1 |     | 2-1 | 0-0 |
| 3    | Centrafrique | 7   | 6 | 2 | 1 | 3 | 9  | 7  | +2   |  | Centrafrique               | 1-1 | 1-2 |     | 2-0 |
| 4    | Madagascar   | 3   | 6 | 0 | 3 | 3 | 1  | 9  | -8   |  | Madagascar                 | 0-0 | 1-1 | 0-3 |     |

### Résultats
| 1re journée               | Angola                                    | 2 - 1   | Centrafrique                            |                                                                         |                                                                         |
| 1er juin 2022 17:00 UTC+1 | Nzola 72e · Dala 76e                      | (0 - 1) | 32e Nlend                               | Stade national du 11-Novembre, Luanda Arbitrage : Celso Armindo Alvação | Stade national du 11-Novembre, Luanda Arbitrage : Celso Armindo Alvação |
| 1er juin 2022 17:00 UTC+1 | Estrela 61e · Dala 84e · Hugo Marques 88e |         | 37e Niamathé · 57e Kolimba · 61e Yangao | Stade national du 11-Novembre, Luanda Arbitrage : Celso Armindo Alvação | Stade national du 11-Novembre, Luanda Arbitrage : Celso Armindo Alvação |

| 2e journée              | Madagascar           | 1 - 1   | Angola                 |                                                          |                                                          |
| 5 juin 2022 16:00 UTC+3 | Rakotoharimalala 36e | (1 - 1) | 43e Dala               | Kianja Barea, Antananarivo Arbitrage : Thando Ndzandzeka | Kianja Barea, Antananarivo Arbitrage : Thando Ndzandzeka |
| 5 juin 2022 16:00 UTC+3 | Lapoussin 90+1e      |         | 37e Show · 90+3e Nzola | Kianja Barea, Antananarivo Arbitrage : Thando Ndzandzeka | Kianja Barea, Antananarivo Arbitrage : Thando Ndzandzeka |

| 3e journée               | Ghana         | 1 - 0                 | Angola |                                                                 |                                                                 |
| 23 mars 2023 16:00 UTC±0 | Semenyo 90+6e | (0 - 0)               |        | Baba Yara Stadium, Kumasi Arbitrage : Jean Jacques Ndala Ngambo | Baba Yara Stadium, Kumasi Arbitrage : Jean Jacques Ndala Ngambo |
| 23 mars 2023 16:00 UTC±0 |               | 36e Paz · 83e Lameira |        | Baba Yara Stadium, Kumasi Arbitrage : Jean Jacques Ndala Ngambo | Baba Yara Stadium, Kumasi Arbitrage : Jean Jacques Ndala Ngambo |

| 4e journée               | Angola          | 1 - 1   | Ghana                              |                                                                   |                                                                   |
| 27 mars 2023 17:00 UTC+1 | João 51e (pen.) | (0 - 0) | 72e Bukari                         | Stade national du 11-Novembre, Luanda Arbitrage : Mohamed Maarouf | Stade national du 11-Novembre, Luanda Arbitrage : Mohamed Maarouf |
| 27 mars 2023 17:00 UTC+1 | Dala 65e        |         | 58e Addo · 58e Mensah · 90+5e Ayew | Stade national du 11-Novembre, Luanda Arbitrage : Mohamed Maarouf | Stade national du 11-Novembre, Luanda Arbitrage : Mohamed Maarouf |

| 5e journée               | Centrafrique                                           | 1 - 2   | Angola                    |                                                              |                                                              |
| 17 juin 2023 14:00 UTC+1 | Kondogbia 46e                                          | (0 - 1) | 12e Gaspar · 86e Milson   | Stade de la Réunification, Douala Arbitrage : Redouane Jiyed | Stade de la Réunification, Douala Arbitrage : Redouane Jiyed |
| 17 juin 2023 14:00 UTC+1 | Youga 33e · Baboula 47e · Guinari 53e · Youfeigane 70e |         | 43e Show · 90+3e Mabululu | Stade de la Réunification, Douala Arbitrage : Redouane Jiyed | Stade de la Réunification, Douala Arbitrage : Redouane Jiyed |

| 6e journée                   | Angola | 0 - 0   | Madagascar |                                                              |                                                              |
| 7 septembre 2023 17:00 UTC+1 |        | (0 - 0) |            | Stade national de Tundavala, Lubango Arbitrage : Jalal Jayed | Stade national de Tundavala, Lubango Arbitrage : Jalal Jayed |

### Statistiques

#### Buteurs
Avec deux buts, Gelson Dala est le meilleur buteur angolais de cette phase de qualification.
| Buts | Joueurs                                                   |
| ---- | --------------------------------------------------------- |
| 2    | Gelson Dala                                               |
| 1    | Lucas João, M'Bala Nzola, Kialonda Gaspar, Felicio Milson |

## Préparation
L'Angola effectue sa préparation aux Émirats arabes unis où il dispute deux matchs amicaux. Le 6 janvier, les Palancas Negras font match nul contre la république démocratique du Congo, également qualifiée pour la CAN (0-0). Quatre jours plus tard, ils battent largement le Bahreïn qui s'apprête à disputer la Coupe d'Asie (3-0).
| Match amical   | RD Congo | 0 - 0   | Angola |                                                                |                                                                |
| 6 janvier 2024 |          | (0 - 0) |        | Shabab Al Ahli Stadium, Dubaï Arbitrage : Sultan Mohamed Saleh | Shabab Al Ahli Stadium, Dubaï Arbitrage : Sultan Mohamed Saleh |

| Match amical    | Bahreïn | 0 - 3 | Angola             |                                  |                                  |
| 10 janvier 2024 |         |       | Mabululu · Fortuna | Dubai Police Club Stadium, Dubaï | Dubai Police Club Stadium, Dubaï |

## Compétition

### Tirage au sort
Le tirage au sort de la CAN 2023 est effectué le 12 octobre 2023 au Parc des expositions d’Abidjan. L'Angola, 22e nation africaine au classement FIFA (117e), est placé dans le chapeau 4. Le tirage place les angolais dans le groupe D, avec l'Algérie (chapeau 1, 34e au classement FIFA), le Burkina Faso (chapeau 2, 58e) et la Mauritanie (chapeau 3, 99e).

### Effectif
Le sélectionneur Pedro Gonçalves publie la liste des vingt-sept joueurs retenus le 17 décembre 2023. L'attaquant de la Fiorentina M'Bala Nzola décline sa sélection, il est remplacé par Gilberto.

### Premier tour
| Rang | Équipe       | Pts | J | G | N | P | Bp | Bc | Diff |
| ---- | ------------ | --- | - | - | - | - | -- | -- | ---- |
| 1    | Angola       | 7   | 3 | 2 | 1 | 0 | 6  | 3  | +3   |
| 2    | Burkina Faso | 4   | 3 | 1 | 1 | 1 | 3  | 4  | -1   |
| 3    | Mauritanie   | 3   | 3 | 1 | 0 | 2 | 3  | 4  | -1   |
| 4    | Algérie      | 2   | 3 | 0 | 2 | 1 | 3  | 4  | -1   |

| 1re journée           | Algérie                                                 | 1 - 1   | Angola              | Stade de Bouaké, Bouaké                  |                                          |
| 15 janvier 2024 20h00 | Bounedjah 18e                                           | (1 - 0) | 68e (pen.) Mabululu | Spectateurs : 19 740 Arbitrage : Issa Sy | Spectateurs : 19 740 Arbitrage : Issa Sy |
| 15 janvier 2024 20h00 | Bensebaïni 35e · Bentaleb 48e · Bennacer 52e · Atal 79e | Rapport | 32e Fortuna         | Spectateurs : 19 740 Arbitrage : Issa Sy | Spectateurs : 19 740 Arbitrage : Issa Sy |

| 2e journée            | Angola                      | 3 - 2   | Mauritanie              | Stade de Bouaké, Bouaké                          |                                                  |
| 20 janvier 2024 17h00 | Dala 30e 50e · Gilberto 53e | (1 - 1) | 43e Amar · 58e Koita    | Spectateurs : 36 318 Arbitrage : Mohamed Maarouf | Spectateurs : 36 318 Arbitrage : Mohamed Maarouf |
| 20 janvier 2024 17h00 | Fortuna 90+6e               | Rapport | 24e Keita · 85e Gassama | Spectateurs : 36 318 Arbitrage : Mohamed Maarouf | Spectateurs : 36 318 Arbitrage : Mohamed Maarouf |

| 3e journée            | Angola                                | 2 - 0   | Burkina Faso  | Stade de Charles-Konan-Banny, Yamoussoukro |                                       |
| 23 janvier 2024 20h00 | Mabululu 36e · Zini 90+2e             | (1 - 0) |               | Arbitrage : Jean-Jacques Ndala Ngambo      | Arbitrage : Jean-Jacques Ndala Ngambo |
| 23 janvier 2024 20h00 | Mabululu 36e · Milson 79e · Neblú 88e | Rapport | 27e Ouédraogo | Arbitrage : Jean-Jacques Ndala Ngambo      | Arbitrage : Jean-Jacques Ndala Ngambo |

### Phase à élimination directe
| Huitième de finale    | Angola                      | 3 - 0   | Namibie                          | Stade de Bouaké, Bouaké                       |                                               |
| 27 janvier 2024 17h00 | Dala 38e 42e · Mabululu 66e | (2 - 0) |                                  | Spectateurs : 28 663 Arbitrage : Dahane Beida | Spectateurs : 28 663 Arbitrage : Dahane Beida |
| 27 janvier 2024 17h00 | Neblú 17e                   | Rapport | 14e, 40e Haukongo · 63e Limbondi | Spectateurs : 28 663 Arbitrage : Dahane Beida | Spectateurs : 28 663 Arbitrage : Dahane Beida |

| Quart de finale      | Nigeria     | 1 - 0   | Angola                               | Stade Félix-Houphouët-Boigny, Abidjan |                     |
| 2 février 2024 17h00 | Lookman 41e | (1 - 0) |                                      | Arbitrage : Issa Sy                   | Arbitrage : Issa Sy |
| 2 février 2024 17h00 | Bassey 55e  | Rapport | 71e Gaspar · 71e Mabululu · 74e Dala | Arbitrage : Issa Sy                   | Arbitrage : Issa Sy |

### Statistiques

#### Buteurs
| Buts | Joueurs     | Adversaires                              |
| ---- | ----------- | ---------------------------------------- |
| 4    | Gelson Dala | Mauritanie (2) Namibie (2)               |
| 3    | Mabululu    | Algérie (1) Burkina Faso (1) Namibie (1) |
| 1    | Gilberto    | Mauritanie (1)                           |
| 1    | Zini        | Burkina Faso (1)                         |